# S/S Osmed
S/S Osmed av Helsingborg torpederades den 16 februari 1940 i Nordsjön. 13 man omkom varav 2 var av annan nationalitet än svensk.

## Historik
Trots att Osmed byggdes i England 1903 hade Osmed burit alla sina laster under svensk flagg. Ångaren byggdes till Oxelösunds Rederi AB och hette i malmbolagets ägo naturligt nog Mineral. 1914 grundstötte Mineral på grundet "Engelsmannen" i Stockholms skärgård. Hon påränndes 1916 av den engelska ångaren Nevisbrook i den hamn som skulle bli den sista som Osmed lämnade. Dessutom fick Mineral 1917 ett hål i sidan av den nybyggda tankångaren War Nizems propeller. Senare under året köptes Mineral av ett rederi i Norrköping. 1922 fick hon ånyo en ny ägare via rederiet Ljusne-Woxna AB då hon fick hemorten Ljusne med kapten G.A.L. Skjöldebrand som befälhavare. 1924 såldes hon till Rederi AB Nordkap i Helsingborg för 233 000:- SKR och döptes då till Osmed. Som Helsingborgare blev Osmed inblandad i ett par kollisioner: 1929 i Engelska kanalen med den tyska ångaren Dione, som inte hade följt navigationsreglerna och var tvungen att landsättas för att undvika sjunkning. 1931 kolliderade hon med den norska ångaren Heron och 1935 med den engelska ångaren Westmoor.

## Torpederingen
Osmed hade en last av kol på resa från Blyth till Halmstad och hade sällskap av S/S Liana för att kunna bistå varandra om något oförutsett skulle inträffa på resan. 20:05 den 16 februari 1940 hörde man ett fruktansvärt brak ifrån Liana, som gick på ett par kabellängders avstånd. Befälhavaren på Osmed stoppade maskinerna och kommenderade –Alle man på däck! Därpå gjorde man babords livbåt klar för att kunna undsätta Lianas besättning. Plötsligt skymtades konturen av en ubåt och ögonblicket efteråt exploderade en torped midskepps på Osmed. Ångaren klövs och började genast sjunka. De män som inte omedelbart hade dödats vid explosionen, slungades ut i vattnet. Osmed sjönk inom en halv minut. Sedan Osmed försvunnit under vattenytan lyckades sex man ta sig upp i livbåten, som drev med kölen i vädret och två andra män räddade sig upp på en flotte. En av de sex männen på livbåtens köl släppte under natten taget och försvann i mörkret. Vid 09:00-tiden på morgonen räddades de fem männen efter en natts oerhörda ansträngningar i det iskalla vattnet av några trålare. Samma trålare räddade även de två männen från Osmeds flotte och de överlevande från S/S Liana. Osmed och Liana gick till botten 20 nautiska mil nordväst från Kinnaird Head.
Det var en fasansfull olycksnatt på Nordsjön. Inom ett begränsat område och under loppet av 20 minuter sänktes fyra fartyg: Liana med 10 omkomna, Osmed med 13, den danska ångaren Rhone med 9, och Sleipner med 13 omkomna. En av de överlevande från Sleipner hade iakttagit samtliga explosioner, vilka kostade 45 personer livet.